# 대한민국의 국가
애국가(愛國歌)는 대한민국의 국가다. 1919년 안창호에 의해 대한민국 임시정부에서 스코틀랜드 민요인 〈작별〉에 삽입해서 부르기 시작하다가 1935년 한국의 작곡가 안익태가 지은 《한국환상곡》에 가사를 삽입해서 현재까지 부르고 있다.
가사의 작사자는 윤치호 설, 안창호 설, 윤치호와 최병헌 합작설 등이 있다. 윤치호의 작사설 때문에 대한민국 임시정부에서는 애국가를 바꾸려 했으나 대한민국 임시정부 주석 김구의 변호로 계속 애국가로 채택하게 됐다. 이후 1945년 8월 15일부터 1947년 6월 29일 이전까지는 조선민주주의인민공화국에서도 사용했다. 1948년 8월 15일 정부 수립 이후 국가로 사용되어 왔으며, 2010년 국민의례 규정에서 국민의례시 애국가를 부르거나 연주하도록 함으로써 국가로서의 역할을 간접적으로 규정하고 있다.

## 작사

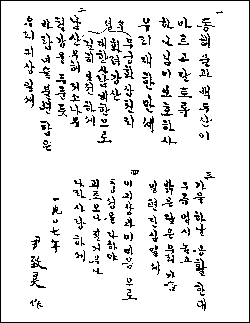
1945년 7월경 윤치호가 셋째 딸 윤문희에게 전해준 애국가 필사본

애국가의 가사는 1900년대 초에 쓰여졌다. 작사자는 크게 윤치호라는 설과 안창호라는 설 두 가지가 있으며, 국사편찬위원회의 공식적인 입장으로는 미상이다. 작사자 윤치호 설은 윤치호가 애국가의 가사를 1907년에 써서 후에 그 자신의 이름으로 출판했다는 것이다. 한편 안창호가 썼다는 주장은 안창호가 애국가를 보급하는 데에 앞장섰다는 데에 중점을 두고 있다. 1908년에 출판된 가사집 《찬미가》에 수록된 것을 비롯한 많은 일제 강점기의 애국가 출판물은 윤치호를 작사자로 돌리고 있는 등 윤치호 설에는 증거가 많은 반면 안창호 설에는 실증적인 자료가 부족하다.
윤치호의 사촌동생 윤치영(尹致瑛)은 윤치호가 대한민국의 애국가 가사의 일부를 썼다고 주장했다. 윤치영에 의하면 애국가 가사의 앞부분은 최병헌 목사가 짓고, 후렴구는 윤치호가 지었다는 것이다. 최병헌은 윤치호가 다니던 정동감리교회의 목사였다. 윤치호와 최병헌이 함께 지었다는 애국가 사본이 2002년 한남대학교 교수 박정규에 의해 발견되기도 했다. 이는 윤치호의 ‘무궁화 노래’(1896)와 김인식의 ‘코리아’(1910)가 합쳐진 형태로, 후렴이 현재의 애국가와 같다. 또한 애국가의 원본은 그가 지었으나, 후에 대한민국 임시정부에서 일부 개사했다고도 한다.
그밖에 '성자신손 오백년은, 우리 황실이요'로 시작되는 협성회 무궁화가 역시 윤치호가 작사를 하였다는 설이 있다. 윤치호가 지은 노래 중 안창호가 가사의 성자신손 오백년은 우리 황실이요를 문제삼아 가사를 바꾸라고 요청하자 동해물과 백두산이 마르고 닳도록으로 고쳤다. 그러나 1919년 대한민국 임시정부에 참여한 안창호는 윤치호가 지었다가 본인 스스로 수정한 부분 중에서도 우리 대한 만세를 우리 나라 만세로, 이기상과 이맘으로 임금을 섬기며를 이기상과 이맘으로 충성을 다하며로 안창호가 다시 고쳤다는 것이다.
독립운동가 겸 정치인 주요한과, 독립운동가 안태국의 사위 홍재형 등은 그가 지은 협성회 무궁화가를 안창호의 요청으로 개사한 것이 애국가의 기원이 되었다고 진술했다. 이는 한말 독립운동가인 안태국(안창호, 양기탁 선생과 신민회를 조직, 105인 사건의 주모자로 피검)의 사위인 홍재형이 안태국의 말을 회고하는 < 안도산전서(安島山全書) >의 내용에서 살펴 볼 수 있다.
본래 애국가 가사의 첫 절이 '성자 신손 오백년은 우리 황실이요, 산고 수려 동반도는 우리 조국일세'라고 되어 있었는데, 도산(안창호)이 하루는 서울서 내려 온 교장 윤치호를 보고 이 가사가 적당하지 않으므로 고쳐서 부름이 좋겠으니, 교장께서 새로이 한 절을 지어 보시라고 청하자 윤치호가 도산의 생각을 물었고, 도산이 '동해물과 백두산이 마르고 닳도록 하나님이 보우하사 우리나라 만세'라는 구절을 보여주자 윤치호가 기뻐하면서 찬성하자 도산이 이를 당시 교장인 윤치호가 지은 것으로 발표하자고 제안하여 전국적으로 퍼져 나가게 되었다.

또 주요한은 <안도산전서>에서 ´원래 끝 구절의 첫 가사는 '이 기상과 이 맘으로 임군(임금)을 섬기며 괴로우나 즐거우나 나라 사랑하세'였으나 1919년부터 상해에서 이를 지금과 같이 고쳐 부르기 시작하였고 이는 분명 안창호가 고친 것´이라고 서술하고 있다.
한편 전택부 역시 윤치호가 애국가의 유력 작사자라 주장하였다. 그 근거로는 첫째로, 1907년 윤치호의 역술로 출판된 <찬미가>중에 현재 우리가 쓰고 있는 애국가가 들어 있다는 사실, 둘째로 미국에서 살고 있는 양주은이 소장한 국민가 중에 애국가가 윤치호의 작사로 되어 있다는 사실, 셋째로 해방 후 윤치호가 친필로써 ‘윤치호 작’ 애국가(사진 10번)를 쓴 것이 있다는 사실이다. 이러한 사실은 이미 1955년 벌써 밝혀졌던 사실이라는 것이다.
윤치호가 지은 찬미가의 개사본이 1910년에 실렸다. 애국가가 수록된 최초의 문헌이 윤치호의 “찬미가”이고 1910년 9월 21일자 신한민보에 애국가의 전문이 윤치호 작사의<국민가>라는 제목으로 실려 있어 윤치호가 가장 설득력을 얻고 있다.
1902년에 윤치호가 지었다는 무궁화 노래가 애국가의 원형과 같다는 자료도 나타났다. 2006년 2월 27일에는 박정규(朴正圭) 한남대 교수가 충북 청원군에서 열린 단재 순국 70주기 추모 학술발표회 발표문 ‘신채호의 국내에서 쓴 글에 대한 고찰’중에서 애국가의 원형이 된 노래도 함께 발표하였다. 신채호가 지은 '광무(光武) 5년 신축(辛丑) 2월 7일 신채호 배(拜)'라고 쓴 노래와 함께 발견된‘애국가’도 있었다. 이 애국가는 현재 애국가의 원형으로 추정되는 윤치호의 ‘무궁화 노래’(1896)와 김인식의 ‘코리아’(1910)가 합쳐진 형태로, 후렴이 현재의 애국가와 같다.
윤치호는 안창호의 노력으로 신학문을 수용하고 체계적 교육이 시행되고 있던 대성학교의 교장으로 있으면서 느낀 바 있어 자신의 작품격인 찬미가를 저술하며 여기에 도산이 대성학교 학생들에게 가르치던 애국가를 수록하였을 가능성도 배제할 수 없다. 애국가의 원작자로는 윤치호 설이 유력하다. 한편 1955년 국사편찬위원회가 윤치호 단독작사설을 심의했을 때 찬성 11표, 반대 2표로 만장일치를 끌어내지 못하여 결정을 유보하였고, 그 이후 애국가에 작사자에 대한 결정은 없었다. 따라서 현재 애국가의 공식적인 작사자는 미상이다.

## 작곡

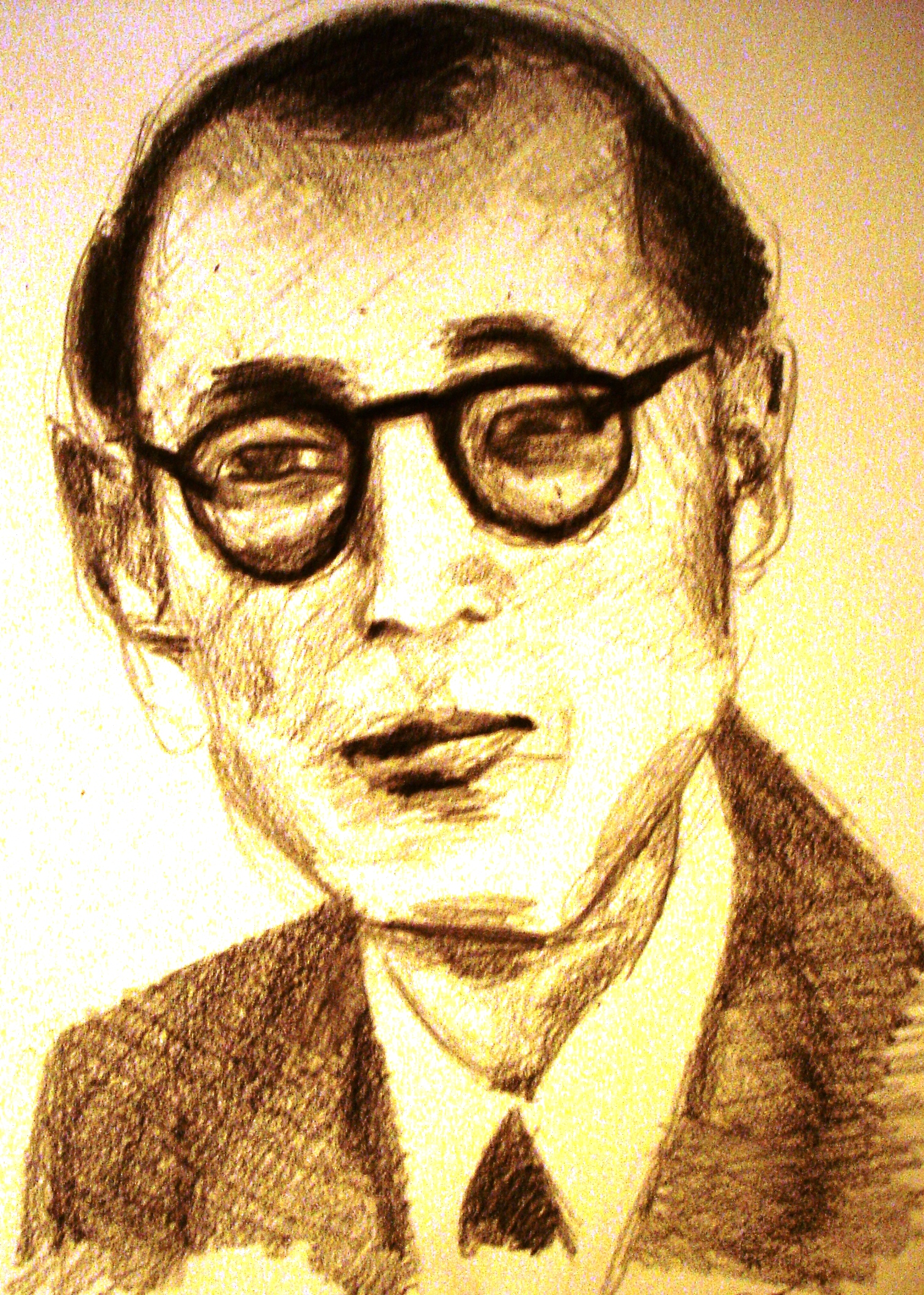
안익태는 현 애국가의 곡의 원본인 '한국 환상곡'의 작곡가이다

처음 애국가는 가사에 스코틀랜드 가곡인 〈올드 랭 사인〉(Auld Lang Syne, 로버트 번스 작사·윌리엄 쉴드 작곡)의 가락을 붙여서 불렀다. 새 곡을 써야 할 필요를 느낀 안익태가 1935년 11월 사 장조로 된 새 가락을 작곡하여 1936년 The Korean Student Bulletin 1936년 10월호에 애국가 악보 광고가 붙기도 하였다. 새 가락을 붙인 애국가의 악보는 1942년 뉴욕한인교회 이름으로 출판되었다.

## 사용
애국가는 1940년경 상하이에 있던 대한민국 임시정부에 전해져 국가로 채택되었으나 한반도에는 전달되지 못했다. 그러나 1942년 8월 29일 개국한 미국의 소리 한국어 방송은 매일 애국가 1절을 송출하며 독립 의지를 널리 알렸다.
한반도의 독립 이후 새 애국가 악보가 전해졌고, 1948년 수립된 대한민국 정부의 사실상의 국가로 자리 잡았다. 애국가는 교과서 등을 통해 전국으로 퍼졌으나, 법률상으로는 국가로 명문화되지 않았음에도 불구하고 국가적 행사에서 공식적으로 연주되고 있다.
라디오 방송은 해방 직후인 1945년 9월 9일부터, 텔레비전 방송은 1956년 5월부터 1959년 2월까지 시범 운영된 뒤 1961년 12월 31일부터 본격적으로 시작되었다. 이때부터 방송 시작과 종료 시 애국가가 필수적으로 송출되었다.
1980년 언론 통폐합 이후에는 KBS가 제작한 사장조 편곡의 애국가가 주로 사용되었으며, 행정안전부가 1995년 KBS 교향악단 연주 음원을 배포한 이후에도 이 편곡이 2000년대 후반까지 널리 쓰였다.
1990년대 들어 SBS가 개국하면서 1992년부터 선명회 합창단 버전의 애국가가 사용되기 시작했고, 1995년 광복 50주년에는 SBS가 국립합창단과 선명회 합창단이 함께 부른 방송용 애국가를 제작하여 2010년까지 활용하였다.
2011년 1월 1일부터는 과천시립예술단이 부른 새로운 애국가로 교체되었으며, 같은 해 KBS 교향악단의 연주로 제작된 YBM 서울음반의 〈의식의 노래〉 애국가가 학교와 공공기관에서 널리 사용되었다. 이후 행정안전부가 이 음원을 공식 애국가 음원으로 지정해 모든 방송사에 확대 편성하였으나, 저작권 문제로 국민의례 용도로만 제한적 사용이 가능했다.
2018년 12월 18일 박인영이 새롭게 편곡한 애국가가 서울시립교향악단과 서울시합창단의 연주로 문화체육관광부와 한국저작권위원회의 주관 아래 제작·배포되었다. 이 음원은 국민의례뿐 아니라 상업적 용도로도 자유롭게 사용할 수 있는 음원으로, 2019년 3·1운동 및 대한민국 임시정부 수립 100주년을 맞아 SBS가 최초로 사용하였다.
이후 2019년 9월부터 CBS, 가톨릭평화방송, TBS 시민의 방송 등으로 사용이 확대되었고, 2020년에는 한국교통방송, 마포공동체라디오, EBS, YTN, 국회방송, 금강공동체라디오 등 다양한 방송과 공공기관으로 확산되었다. 2021년 하반기에는 KTV 국민방송까지 새 음원이 보편적으로 적용되면서, 2020년 이후 모든 국경일과 국가기념일, 기념식 중계에서 박인영 편곡 애국가가 공식적으로 제창 및 연주되고 있다.
2018년 12월 박인영이 편곡한 문화체육관광부와 한국저작권위원회가 제작 · 배포한 애국가를 사용하였으며, 2020년 이후 모든 국경일과 국가기념일, 기념식 실황 중계의 애국가 제창 및 연주 영상으로 나오고 있다.
| KBS 교향악단 (현행 대표음원)                     | |
| TV                                               | MBC(MBC TV, 지상파 / MY MBC, 지상파 DMB) · KBS (KBS 1TV·KBS 2TV, 지상파 / U-KBS STAR, U-KBS HEART 지상파 DMB) · OBS 경인TV(지상파) MBN(MBN 플러스, 종합편성) · 채널A(채널A 플러스, 종합편성) · TV조선(방송 점검 시작 전후, 종합편성) KFN TV(일반유선) · 복지TV(일반유선) · 방송대학TV(일반유선) · CTS 기독교TV(일반유선) 한국낚시채널(일반유선) · NBS 한국농업방송(일반유선) · CPBC TV(일반유선, 소년소녀합창단 노래 사용) |
| 라디오                                           | MBC(MBC 표준FM, MBC FM4U) · KBS(KBS 제1라디오, KBS 제2라디오(해피FM), KBS 제3라디오(사랑의 소리 방송), KBS 제1FM(클래식 FM), KBS 제2FM(Cool FM), KBS 한민족방송(제1방송 시작시)), 국방FM, 극동방송(전주 변형판) KNN(KNN 러브FM, KNN 파워FM) · TJB 파워FM(방송시작) · UBC 그린FM(방송종료) · KBC 마이FM ·TBC 드림 FM · iFM 경인방송 · TBS(TBS FM, TBS eFM) · 부산영어방송 · 아리랑 라디오 · 라디오코리아(LA 한인방송) 가톨릭평화방송(CPBC FM, 대전·광주·부산지역) · 한국교통방송(강원 및 전북을 제외한 전 지역) · OBS 라디오 성남FM · 세종FM · 한밭FM (이상 공동체라디오)     |
| 서울시립교향악단 및 서울시합창단 (2018년 새버전) | |
| TV                                               | SBS(SBS TV 지상파, SBS U TV 지상파 DMB) · JIBS(JIBS TV 지상파) · JTV(JTV TV 지상파) · CJB(CJB TV, 지상파) UBC(UBC TV, 지상파) · TBC(TBC TV, 지상파) · G1(G1 TV, 지상파) · TJB(지상파TV) · KBC(지상파TV) ·KNN(KNN TV, 지상파) EBS (EBS 1TV·EBS 2TV, 지상파 / EBS 플러스 2, EBS 잉글리시, EBS 키즈, 일반 유선) · 국회방송(일반유선) KTV 국민방송(일반유선) ·TBS(TBS 시민의 방송) · YTN(YTN DMB 지상파 DMB) |
| 라디오                                           | 기독교방송(CBS 표준FM, CBS 음악FM) · 가톨릭평화방송(CPBC FM, 서울·대구지역) 한국교통방송(강원) · 금강FM(공동체 라디오) · 마포FM(공동체 라디오) · 수원공동체라디오(공동체 라디오) · EBS (EBS FM) · YTN(YTN 라디오) |
| 그 외의 음원                                     | |
| 과천시립예술단 (SBS 현행)                        | SBS(SBS 파워FM · SBS 러브FM 라디오 / SBS V RADIO DMB 라디오) |
| 국악 라디오                                      | 국악방송(국립국악원 국악관현악단 현행 음원) · 불교방송(김영동 편곡 국악) 원음방송(국립국악원 국악관현악단 1994년판 음원) |
| 국립합창단 및 선명회합창단 (옛 SBS)              | G1 Fresh FM · CJB JOY FM · JIBS 뉴파워FM · TJB 파워FM(방송종료) |
| 그 외의 TV방송음원                               | 아리랑 TV(옛 MBC TV판 음원을 사용중이다.) 시민방송(옛 MBC TV판 음원을 사용중이다.) |
| 그 외의 라디오방송음원                           | JTV 매직FM(신디사이저 반주) · KBS 한민족 방송(제 1,2방송 종료시 옛 EBS판 애국가가 나온다) 기독교방송(울산표준, 전북표준, 대구음악FM 한정으로 옛 EBS판 애국가가 나온다) 울산문화방송(옛 EBS판 애국가가 나온다) · MBC 경남(라디오 한정, 아리랑국제방송과 같은 음원을 사용중이다) 포항문화방송(FM 한정으로 피아노 반주 음원을 사용중이다.) 부산가톨릭평화방송(방송종료 한정으로 피아노 반주 음원을 사용중이다.) · 자유의 소리(애국가 음원 제작년도 미상) 남해FM(공동체라디오, 1970년대 KBS 애국가 음원을 사용중이다.) 연제공동체라디오(공동체라디오, 애국가 음원 제작년도 미상) |
| 옛 KBS 한국방송 음원 (사장조)                    | 한국교통방송(전북) · 안동문화방송 · UBC 그린FM(방송시작 한정) · KBS 한민족 방송(제2방송 시작시 한정) |

### 조선민주주의인민공화국에서
조선민주주의인민공화국은 대한민국을 주권 국가로 인정하지 않기 때문에 일반적으로 대한민국의 애국가 연주를 거부하고 있다. 이 때문에 조선민주주의인민공화국 축구 국가대표팀의 대한민국 축구 국가대표팀과의 2010년 FIFA 월드컵 예선 홈 경기는 평양이 아닌 중국에서 치러졌었다. 다만 2013년 평양에서 열린 아시안컵 및 아시아 클럽 대항 역도선수권대회에서는 이례적으로 대한민국의 애국가 연주가 허용되었다.

## 표준 한국어가사

### 한글전용법에 의거한 표기
1

동해 물과 백두산이 마르고 닳도록

하느님이 보우하사 우리나라 만세.

무궁화 삼천리 화려 강산

대한 사람, 대한으로 길이 보전하세.

2

남산 위에 저 소나무, 철갑을 두른 듯

바람 서리 불변함은 우리 기상일세.

무궁화 삼천리 화려 강산

대한 사람, 대한으로 길이 보전하세.

3

가을 하늘 공활한데 높고 구름 없이

밝은 달은 우리 가슴 일편단심일세.

무궁화 삼천리 화려 강산

대한 사람, 대한으로 길이 보전하세.

4

이 기상과 이 맘으로 충성을 다하여

괴로우나 즐거우나 나라 사랑하세.

무궁화 삼천리 화려 강산

대한 사람, 대한으로 길이 보전하세.

## 부산말가사
1

동해 물캉 백두산이 마루고 닭고로

하느님이 보우하사 우리나라 만세.

무궁아 삼천리 화레 강싼

대한 사램, 대한으로 질이 보전하세이.

2

남산 우에 저 솔낭게, 철갑을 두룬 듯

바럼 서리 불벤함은 우리 지상일세이.

무궁아 삼천리 화레 강싼

대한 사램, 대한으로 질이 보전하세이.

3

가실 하널 공활한데 높우고 구룸 엄씨

볽은 달은 우리 가숨 일펜단심일세이.

무궁아 삼천리 화레 강싼

대한 사램, 대한으로 질이 보전하세이.

4

이 기상캉 이 맴으로 충성을 다해가아

고롭우나 즐겁우나 나라 싸랑하소.

무궁아 삼천리 화레 강싼

대한 사램, 대한으로 질이 보전하세이.

## 논란

### 표절 논란

애국가와 오 도브루자의 땅이여의 선율을 비교하는 악보

1964년 제3회 서울 국제음악제에 초대된 지휘자 피터 니콜로프는 기자회견을 열어 자신이 서울에서 받은 대우가 좋지 않다고 불평하고 음악제를 추진한 안익태를 상대로 비난 성명을 발표하면서 애국가의 가락이 도브리치 시의 시가인 〈오 도브루잔스키 크라이〉(불가리아어: О, Добруджански край "도브루자 땅이여")와 많이 닮았다고 주장했다. 그는 기자회견 자리에서 그 노래를 부르면서, "만약 불가리아 사람들이 한국에 와서 〈오 도브루잔스키 크라이〉를 부른다면, 한국인들은 일어날 것입니다"(If Bulgarian singers came to Korea and sang O Dobrujanski Krai, Korean audiences would stand up!) 라고 발언했다고 한다.
다만 두 곡은 첫소절이 서로 비슷하지만 〈오 도브루잔스키 크라이〉가 약박으로 시작하는 데 비해 〈애국가〉는 강박으로 시작하며, 전체적으로 가락의 분위기가 다르다. 안익태가 애국가를 작곡한 것은 1935년이고, 그가 처음으로 유럽에 간 것은 이듬해인 1936년이었기 때문에 그가 불가리아 민요를 접했을 가능성은 낮다. 또한 니콜로프의 논리는 1966년 안익태의 전기인 김경래의 『안익태의 영광과 슬픔, 코리아 판타지』(현암사)에서 "안익태는 애국가를 작곡하기 위해 필라델피아 유학시절 무려 40여 개국의 국가를 수집했다. 또한 세계 각국의 민요, 가곡, 성가곡을 모아 애국가 작곡을 위한 기초 자료로 삼았다"는 증언에 맞지 않는다고 분석되기도 한다.
1976년 이유선은 그의 책 《한국양악백년사》에서 위의 표절 문제를 거론하며 “대한민국은 완전한 민주독립국가이니만큼 하루 속히 국가를 새로 제정해야 할 것이다”고 썼다. 이에 안익태기념사업회 측은 반론자료와 함께 정부 각 부처에 진정서를 보냈다. 문화공보부와 국회사무처는 애국가가 30년 동안 국가 역할을 한 점으로 볼 때 “명확한 근거 없이 표절 여부를 논하는 것은 바람직하지 않은 일”이라고 발표했다.

### 저작권 문제
과거에는 애국가의 저작권이 국가에 귀속되지 않고 안익태의 유족이 그 권리를 가지고 있었으며, 1992년부터 이에 따라 한국음악저작권협회의 신탁을 통해 저작권료를 받고 있었다. 이에 따라 2003년에 한국음악저작권협회에서는 프로축구단 경기에서 애국가를 무단으로 사용한 두 구단을 고소하였으며, 이에 따라 논란이 불거졌다.
이후 애국가의 저작권을 국가에서 사들이는 것에 대한 논의가 일어났으며, 결국 2005년 3월 16일 안익태의 유족이 대한민국 문화체육관광부에 저작권을 기증함으로 문제는 일단락되었다.

### 기타
애국가의 작사자로 유력히 추정되는 윤치호가 말년에 일본 제국의 관료로 일했다는 점이 논란거리가 되기도 한다. 윤치호는 105인 사건 때 수감을 당한 적이 있는 근대 개화 사상을 전파한 지식인으로서 일제 초기에는 독립 운동가였지만, 105인 사건 후 전향하면서 30여년을 일본의 식민 지배를 위해 앞장섰던 것이다. 또한 작곡가인 안익태도 생전에 친일 활동을 했다 하여 정치적 논란이 되기도 한다.
윤치호가 짓고 안창호가 개사하였다는 논란은 1920년대 대한민국 임시정부에도 돌고 있었는데, 이 때문에 애국가의 채택을 놓고 임정에서도 논란이 많았다. 그러나 이에 대하여 임시정부의 지도자 중 한 명이던 김구는 상하이 임시정부 시절 한 동지에게 '우리가 3.1 운동을 태극기와 애국가로 했는데 누가 지었는가가 왜 문제인가'라며 '작사ㆍ작곡가의 성향보다 애국가 안에 담긴 정신이 더 중요하다'고 반박하였다고 전해진다.
또한 곡의 음악성에 관하여, 그 선율 자체가 처음에 못갖춘마디처럼 들려, 이로 인해 뒷부분의 호흡에 문제가 생긴다는 지적이 있다. 실제로 2006년에 YB가 편곡한 애국가에서는 첫마디만 못갖춘마디로 바뀌어 있다.
1977년 한국음악협회의 회장 조상현은 애국가의 표절 의혹과 함께 가사와 선율의 불일치, 소극적인 내용의 가사 등의 이유를 들어 1월 26일 총회에서 새 국가를 만들 것인지 여부를 결정한 다음 통과되면 이를 정부에 건의하기로 발표했다. 하지만 총회에서 새 국가에 대한 논의를 하지 않기로 결정했다. 그 이후에도 정부가 국가를 새로 제정하려고 한다는 의혹이 일기도 했지만 정부는 앞으로 국가를 새로 만들 계획이 없다는 입장을 밝혔다.
2019년 애국가의 친일성 문제와 안익태의 친일 및 친나치 행적이 지적되면서 청와대 국민청원에 국가 교체 청원이 나와도 있다.

## 같이 보기
- 《한국환상곡》
- 《애국가》(조선민주주의인민공화국의 국가)
- 《애국가》(대한제국의 국가)
- 《올드 랭 사인》
- 대한민국 임시정부
- 안창호
- 윤치호
- 안익태
- 최병헌

## 참고 자료
- 김연갑. 《애국가 작사자 연구》, 집문당, 1998. ISBN 89-303-0655-1
- 전정임. 《안익태》, 한국예술연구소총서, 시공사, 1998.
- Wayde, James. 〈Korean Anthem compared with Bulgarian song by James Wade〉
- 강준만. 한국 근대사 산책 4:러일전쟁에서 한국군 해산까지, 인물과사상사, 2007
- 좌옹윤치호문화사업회, 윤치호의 생애와 사상 (윤치호선집 1), 을유문화사, 1998
- 손태룡, 음악이란 무엇인가, 영남대학교출판부, 2006
- 김연갑, 애국가 이야기, 청송, 1998
- 이규희, 울어버린 애국가, 밝은미래, 2005
- 최병현, 강변에 앉아 울었노라 - 뉴욕한인교회 70년사, 깊은샘, 1980